# Nature Genetics
Nature Genetics — біологічний науковий журнал в галузі генетики, видаваний Nature Portfolio з 1992 року.
У 2012 році імпакт-фактор журналу становив 35,209, що є найвищим значенням для журналів, присвячених генетиці і спадковості.

## Про журнал
Журнал публікує статті, присвячені останнім досягненням в галузі генетики. Основні напрями досліджень, представлені в журналі, включають:
- Гени в патології людських хвороб
- Молекулярний аналіз простих і складних генетичних рис
- Ракова генетика
- Епігенетика
- Генна терапія
- Генетика розвитку
- Регуляція експресії генів
- Стратегії і технології визначення функцій з даних щодо геному
- Фармакологічна генетика
- Еволюція геному